# Liste der Monuments historiques in Saint-Saturnin-du-Bois
Die Liste der Monuments historiques in Saint-Saturnin-du-Bois führt die Monuments historiques in der französischen Gemeinde Saint-Saturnin-du-Bois auf.

## Liste der Bauwerke
| Bezeichnung        | Beschreibung                  | Standort | Kennzeichnung | Schutzstatus | Datum | Bild           |
| ------------------ | ----------------------------- | -------- | ------------- | ------------ | ----- | -------------- |
| Kirche St-Saturnin | Erbaut im 13./14. Jahrhundert | (Lage)   | PA00105228    | Inscrit      | 1986  | weitere Bilder |

## Liste der Objekte
- Monuments historiques (Objekte) in Saint-Saturnin-du-Bois in der Base Palissy des französischen Kultusministeriums